# Flabellinidae
I Flabellinidi (Flabellinidae Bergh, 1889) sono una famiglia di molluschi nudibranchi appartenenti alla superfamiglia Fionoidea.

## Tassonomia
La famiglia comprende i seguenti generi:
- Calmella Eliot, 1910
- Carronella Korshunova et al., 2017
- Coryphellina O'Donoghue, 1929
- Edmundsella Korshunova et al., 2017
- Flabellina McMurtrie, 1831
- Paraflabellina Korshunova et al., 2017

In passato la famiglia includeva anche i generi Tularia, Samla e Flabellinopsis, ma recenti studi di filogenetica molecolare hanno mostrato il carattere polifiletico di tale raggruppamento, portando alla segregazione del genere Tularia nella famiglia Apataidae, di Samla in Samlidae e di Flabellinopsis in Flabellinopsidae.